# See You Tomorrow
See You Tomorrow (ほなまた明日, Honamata ashita) è un film del 2024 diretto da Saki Michimoto.
Film giapponese che esplora le dinamiche interpersonali tra una ragazza e i suoi compagni di studi in un'accademia di fotografia, evidenziando le tensioni che emergono quando uno dei membri del gruppo eccelle rispetto agli altri.

## Trama
Nao è una giovane fotografa di talento che frequenta un'accademia d'arte con altri compagni. Dotata di uno sguardo freddo e imperturbabile, si distingue per la sua dedizione alla fotografia di strada, immortalando scene quotidiane con la sua reflex, spinta anche da un professore che crede molto in lei. La sua determinazione e la lucidità e freddezza con cui osserva e ritrae tutto, la portano a essere definita "spietata" da Yamada, un compagno di studi cui lei si lega sentimentalmente. 
Decisa a recarsi a Berlino per completarsi professionalmente, è appoggiata dal suo professore che le permette di avere una borsa di studio e coronare il suo sogno.
Nao lascia dietro di sé l'innamoratissimo Yamada e i suoi amici, in una spietata corsa al successo che lei sembra percorrere quasi suo malgrado, ma comunque senza darle modo di soffermarsi su affetti e amicizie che la circondano.
Quattro anni dopo si sono tutti trasferiti a Tokyo dove presto ci sarà una grande mostra di Nao, ormai fotografa di successo, che finalmente farà ritorno in patria.
L'incontro con i vecchi compagni riporta ai tempi degli studi e ravviva un affetto che la distanza e il tempo trascorso non hanno cancellato. Ma Yamada è scomparso. Da quando si è saputo del ritorno di Nao ha lasciato il suo impiego di assistente fotografo nel grande studio in cui lavorava e non dà più segni di sé. L'amico Tada si da allora da fare per ritrovarlo e alla fine lo stana, con l'aiuto di Sayo e di Nao, che ci tiene a rivederlo e, nel dirgli che gli vuole bene, gli svela che una foto di lui è proprio all'ingresso della sua mostra. Quando fanno per recarvisi tutti, Nao, per strada, è rapita dai passanti e si ferma a scattare foto, perdendo i suoi amici tra la folla.

## Produzione
Il film è l'opera prima di Saki Michimoto, già vincitrice di un premio speciale della giuria al Pia Film Festival del 2018 per il cortometraggio 19: Nineteen. See You Tomorrow è stato presentato in anteprima internazionale al Far East Film Festival di Udine nel 2025, dove è stato candidato al White Mulberry Award.

## Riconoscimenti
- Candidatura al White Mulberry Award al Far East Film Festival 2025.[1]